# Harold Tower
Harold „Doc“ William Tower (* 17. Juli 1911 in Lodi, Kalifornien; † 12. August 1994 in San Diego) war ein US-amerikanischer Ruderer.
Der 1,88 m große Harold Tower studierte an der University of California, Berkeley. 1932 siegte der Achter der Golden Bears, des Sport-Teams der Universität in Berkeley, bei den Meisterschaften der Intercollegiate Rowing Association und qualifizierte sich auch für die Olympischen Spiele 1932 in Los Angeles. Tower ruderte an zweiter Position des Bootes, das im Vorlauf der olympischen Regatta mit vier Sekunden Vorsprung auf das Boot aus Kanada gewann. Im Finale führte lange der italienische Achter, der im Ziel zwei Zehntelsekunden Rückstand auf das kalifornische Boot hatte, Bronze ging an die Kanadier.
Nach Abschluss seines Studiums war Tower als Optiker tätig.